# Hadenoecus barri
Hadenoecus barri är en insektsart som beskrevs av Theodore Huntington Hubbell 1978. Hadenoecus barri ingår i släktet Hadenoecus och familjen grottvårtbitare. Inga underarter finns listade i Catalogue of Life.